# 東七
東七株式会社（とうしち）は、医薬品の販売・医療用衛生材料・試薬・介護用品・福祉用具の販売する企業で、メディパルホールディングスの完全子会社である。

## 沿革
- 1906年9月：吾妻薬舗を創業
- 1936年2月：合名会社東七太郎商店に商号変更
- 1945年6月：空襲により社屋を焼失。戦後、帰還した社員と共に拠点を移し、得意先への供給を開始。
- 1959年：長崎出張所を開設
- 1960年3月：伊万里出張所を開設
- 1963年6月：東京都に「大鵬薬品工業株式会社」（大塚製薬と全国の主要卸業者が出資して設立された企業、2009年1月に大塚ホールディングスの100%子会社となる）設立。長崎地区独占販売契約を締結。大鵬薬品は1県1社代理店制度を採用する
- 1981年3月：佐賀営業所を開設し、佐賀県へ本格進出
- 1990年：合名会社から株式会社に変更。
- 1996年：創業90周年を機に、現商号である東七株式会社に変更
- 2006年：創業100周年を迎える
- 2008年12月：メディセオ・パルタックホールディングス（現・メディパルホールディングス）と業務提携
- 2023年4月：簡易株式交換によりメディパルホールディングスの完全子会社となる[2]

## 事業所
- 佐世保市 - 本社、佐世保第一/佐世保第二支店、早岐営業所、佐賀第二営業所
- 長崎市 - 長崎支店、長崎南営業所
- 大村市 - 大村営業所
- 諫早市 - 諫早営業所
- 島原市 - 島原営業所
- 五島市 - 五島営業所
- 佐賀市 - 佐賀第一営業所